# ایتالیا در المپیک تابستانی ۱۹۹۶
ایتالیا در بازی‌های المپیک تابستانی ۱۹۹۶ که در شهر آتلانتا ایالات متحده آمریکا برگزار شد، کاروان ایتالیا با ۳۴۰ ورزشکار در این رقابت‌ها شرکت کرد و موفق به کسب ۳۵ مدال (۱۳ طلا، ۱۰ نقره، ۱۲ برنز) شد. در جدول رتبه‌بندی توزیع مدال‌ها، ایتالیا در ردهٔ ۶ مسابقات قرار گرفت.